# Bom Retiro (barrio de São Paulo)
Bom Retiro es un barrio ubicado en la zona central de la ciudad de São Paulo, Brasil. Administrativamente se encuentra en el distrito homónimo y pertenece a la subprefectura de Sé.
El barrio es conocido por su actividad comercial y por ser el lugar donde se fundó el Sport Club Corinthians Paulista y por ser el barrio de la hinchada organizada y escuela de samba Gaviões da Fiel. Es también el lugar donde se ubica la escuela de samba Tom Maior.

## Historia
Su nombre proviene de la "Chacra del Bom Retiro", una de las destinadas al recreo de las familias ricas del siglo XIX incluyendo a las del marquês de Três Rios, Joaquim Egídio de Sousa Aranha, rico hacendado de Campinas que fue tres veces presidente de la provincia de São Paulo. En esta chacra se ubicaba el "Solar do Marquês", que luego sería la sede de la Escuela Politécnica de la USP, donde se hospedó la familia imperial. En el barrio se mantiene aún el nombre de la Rúa Três Rios. Bom Retiro albergó también el primer edificio del Brasil destinado a la instalación de una línea de montaje de automóviles con la inauguración de la fábrica de la Ford do Brasil en la Rúa Solon en 1921. Ese edificio, que aún existe, fue la sede de la filial brasileña de la Ford hasta 1953 cuando ésta se mudó hacia una fábrica más grande en el barrio de Vila Prudente.
El barrio alberga el campus de la FATEC y el Museo de Arte Sacro de São Paulo.

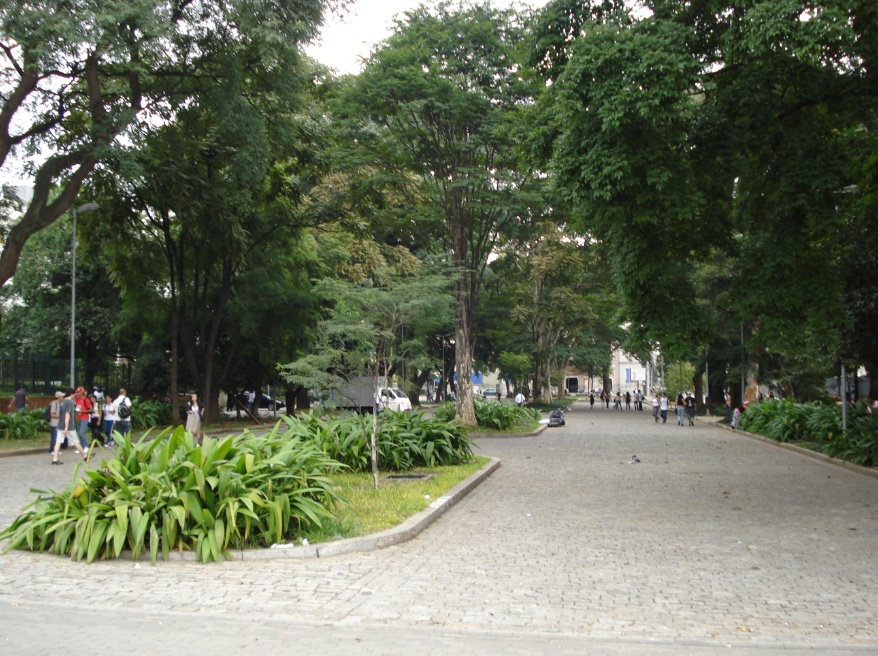
Praça Coronel Fernando Prestes, ubicada entre la Estación Tiradentes e a FATEC-SP.

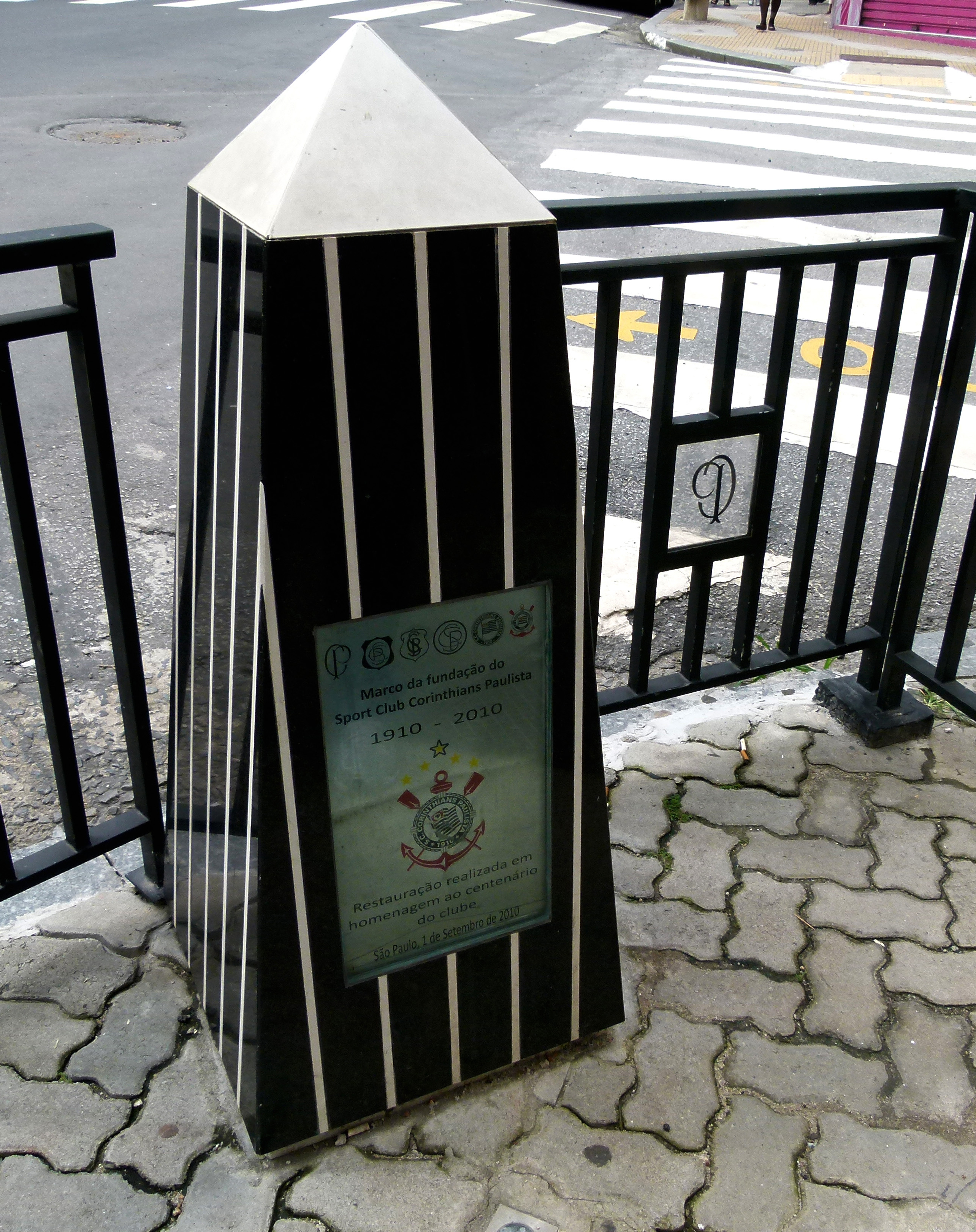
Hito de la fundación del club Corinthians